# Gheris El Ouloui
Gheris El Ouloui  (in arabo اغريس العلوي‎?) è un centro abitato e comune rurale del Marocco situato nella provincia di Errachidia, regione di Drâa-Tafilalet. Conta una popolazione di 12 043 abitanti (censimento 2014).